# Площа Профспілок (Запоріжжя)
Плóща Профспілóк — площа у Запоріжжі, за будівлею Запорізької обласної державної адміністрації та Запорізької обласної ради.
Розташована на перетині вулиць Незалежної України, Сєдова, Профспілок та Скіфської (колишн. Кам'яногірська).
На площі розташований Будинок Профспілок за адресою площа Профспілок, 5.

## Історія
11 березня 1960 року запорізький міськвиконком вирішив присвоїти ім'я «Профспілок» для площі, яка нещодавно сформувалась, та вулиці поруч, яка почала забудовуватися.
У тому ж році на площі Профспілок в будинку № 3 було відкрито дуже популярний в Запоріжжі свого часу магазин, комсомольсько-молодіжний «Гастроном».
У 1960-х у теплу пору року на площі під куполами-шатрами працював овочевий базар.
1961 року на площі з'явилася кінцева зупинка одного з міських маршрутів — «ЗТЗ- Площа Профспілок».
2010 року на площі Профспілок, 2 за ініціативою Запорізької обласної спілки болгарської культури і руху за збереження історичної пам'яті болгар було відкрито меморіальну дошку болгарському хану Аспарух.

## Підприємства та організації
На площі Профспілок зосереджено понад 20 підприємств.